# Karangkidul
Karangkidul is een bestuurslaag in het regentschap Semarang van de provincie Midden-Java, Indonesië. Karangkidul telt 4052 inwoners (volkstelling 2010).